# Antoine Leca
 (décembre 2021).
La mise en forme du texte ne suit pas les recommandations de Wikipédia : il faut le « wikifier ».
Les points d'amélioration suivants sont les cas les plus fréquents. Le détail des points à revoir est peut-être précisé sur la page de discussion.
- Les titres sont pré-formatés par le logiciel. Ils ne sont ni en capitales, ni en gras.
- Le texte ne doit pas être écrit en capitales (les noms de famille non plus), ni en gras, ni en italique, ni en « petit »…
- Le gras n'est utilisé que pour surligner le titre de l'article dans l'introduction, une seule fois.
- L'italique est rarement utilisé : mots en langue étrangère, titres d'œuvres, noms de bateaux, etc.
- Les citations ne sont pas en italique mais en corps de texte normal. Elles sont entourées par des guillemets français : « et ».
- Les listes à puces sont à éviter, des paragraphes rédigés étant largement préférés. Les tableaux sont à réserver à la présentation de données structurées (résultats, etc.).
- Les appels de note de bas de page (petits chiffres en exposant, introduits par l'outil «  Source ») sont à placer entre la fin de phrase et le point final[comme ça].
- Les liens internes (vers d'autres articles de Wikipédia) sont à choisir avec parcimonie. Créez des liens vers des articles approfondissant le sujet. Les termes génériques sans rapport avec le sujet sont à éviter, ainsi que les répétitions de liens vers un même terme.
- Les liens externes sont à placer uniquement dans une section « Liens externes », à la fin de l'article. Ces liens sont à choisir avec parcimonie suivant les règles définies. Si un lien sert de source à l'article, son insertion dans le texte est à faire par les notes de bas de page.
- La présentation des références doit suivre les conventions bibliographiques. Il est recommandé d'utiliser les modèles {{Ouvrage}}, {{Chapitre}}, {{Article}}, {{Lien web}} et/ou {{Bibliographie}}. Le mode d'édition visuel peut mettre en forme automatiquement les références.
- Insérer une infobox (cadre d'informations à droite) n'est pas obligatoire pour parachever la mise en page.

Pour une aide détaillée, merci de consulter Aide:Wikification.
Si vous pensez que ces points ont été résolus, vous pouvez retirer ce bandeau et améliorer la mise en forme d'un autre article.
 (décembre 2021).
Antoine Leca (né le 26 juillet 1959) est un professeur de droit français. Il est successivement docteur en histoire (1983), puis docteur en droit (1987). Sa carrière académique débute comme assistant à la Faculté de droit et de science politique d’Aix-Marseille (1983), puis maître de conférences (1989). Après son agrégation il est en poste à Nice (1990) puis à nouveau à Aix-Marseille (1990) dont il fut Assesseur du Doyen Jacques Mestre entre 2000 et 2003.

## Carrière professionnelle
Il occupe dans cet établissement différentes fonctions administratives (notamment vice-doyen pour les affaires internationales : 2008-2012) et mené en parallèle une double carrière en histoire du droit et aussi, à partir de 2000, en droit de la santé.
Président de la Société française de publication de textes en histoire juridique (1995) et du département local d’histoire du droit et droit romain (2018), il a fondé la collection d’histoire du droit des PUAM (3), Environ 20 volumes y sont parus, dont plusieurs en histoire du Midi et en histoire de l'outre-mer français.
Directeur du Centre de droit de la santé (2000-2012), du DEA, puis de master de droit de la santé, vice-président de l'Association française de droit de la santé (depuis 2014), il a fondé plusieurs collections, notamment Intempora, et les Cahiers de droit de la santé, qui sont une revue thématique à parution semestrielle, aux Etudes hospitalières de Bordeaux.
Il a dirigé dans son université une quarantaine de thèses.
Il effectue également de nombreuses missions outre-mer, notamment en Polynésie et en Nouvelle-Calédonie à compter de la création de l’Université Française du Pacifique (1987) auxquelles ont succédé les Universités de la Polynésie française (UPF) et de la Nouvelle-Calédonie (UNC). Il en a tiré plusieurs livres qui font référence, notamment en droit coutumier. Depuis 2015, il assure la chronique de Droit coutumier kanak à la Revue juridique politique et économique de la Nouvelle-Calédonie,. Il est membre extérieur du LARJE à l'Université de Nouvelle-Calédonie. Il a publié un "Dictionnaire insolite de la Nouvelle-Calédonie"  et un article sur les événements de mai 2024 .
Il est l’auteur d’un ouvrage récent en droit musulman (2021) et de plusieurs articles parus dans Le Monde très critique vis à vis du système universitaire français. Dès le début de la guerre il a pris position contre "l'Anschluss" de l'Ukraine par la Russie.
Enfin, dans un registre très différent, il est l'auteur d'un roman policier : Rouletabille au mont Blanc, plutôt bien accueilli par la critique.

## Publications
Antoine Leca est l’auteur d’une trentaine d’ouvrages et quelque deux cents articles. Ses livres les plus significatifs sont les suivants dans les trois domaines auxquels il s'est attaché, :

### Histoire du droit et des idées politiques
- Lecture critique d'Alexis de Tocqueville, Presses Universitaires d'Aix-Marseille (P.U.A.M.), Collection d'histoire des idées politiques, Aix, 1988 (829 p.)
- L'esprit du droit corse à travers le plus ancien code insulaire : les statuts de San Colombano de 1348, La Marge, Ajaccio, mars 1990 (165 p).
- La ‘Franco-Gallia’ de François Hotman, Édition critique (introduction, notes et index) du manuscrit de 1574. Publication: P.U.A.M., Collection d'histoire des idées politiques, Aix, 1991 (230 p.).
- Institutions publiques françaises (avant 1789). Librairie de l'Université - P.U.A.M., Aix, 2°éd. revue et augmentée, Aix, 1996, (603 p.)
- Histoire des idées Politiques (de l'Antiquité au XXe siècle), éditions Ellipses, collection "Université", Paris, 1997 (448 p)
- La genèse du droit, Librairie de l'Université - P.U.A.M., Aix, 3°éd. revue et augmentée, 2002, (444 p.)
- La république européenne. Introduction à l'histoire des institutions et des droits communs de l'Europe, vol. 1: L'unité perdue (476-1806), Librairie de l'Université /P.U.A.M., Aix, 2000 (689 p.).
- Introduction historique au droit  (en collaboration avec B. Durand et C. Chêne), éd. Montchrestien, collection Pages d'Amphi, Paris, 2004 (536 p.)
- La fabrique du Droit français, Librairie de l'Université/Presse Universitaires d'Aix-Marseille, Aix-en-Provence, 2007 (377 p.)
- La lyre de Thémis ou la poésie du droit, P.U.A.M., Aix-en-Provence, 2011 (179 p.)
- Le code était presque parfait, LexisNexis, Paris, 2013 (248 p.)
- Histoire juridique de la construction de l’Etat. Des origines à 1958, LexisNexis, Paris 2019 (192 p.)
- Petite histoire du droit de la famille, LexisNexis, Paris 2019 (167 p.)

### Droit de la santé
- Droit de l’exercice médical en clientèle privée, Etudes hospitalières, Bordeaux, 4e éd. LEH 2013 (589 p).
- Histoire du droit de la santé (en collaboration), Etudes hospitalières, Collection « Intempora », Bordeaux, 2014.
- L’ordre sanitaire national-socialiste, Etudes hospitalières, Collection « Libres Propos », Bordeaux, 2015 (192 p.)
- Droit des alternothérapies (en collaboration avec F. Dessi) Etudes hospitalières, Collection « Ouvrages généraux », Bordeaux, 2015 (110 p.)
- Petit dictionnaire de droit de la santé et de bioéthique (en collaboration avec B. Legros), Etudes hospitalières, Collection « Ouvrages généraux », Bordeaux, 2017 (235 p.)[19]
- Traité de droit pharmaceutique, collection « Intempora » LEH, 10e éd. 2020 (592 p.)
- Le droit médical en Polynésie française (en collaboration), LEH, Bordeaux, 2013 (471 p.)[20]
- Droit et politique de santé publique en Nouvelle-Calédonie, LEH, Bordeaux, 2019 (218 p.)

### Anthropologie du droit et droit de l’outre-mer
- Histoire des institutions de l’Océanie française (en collaboration avec B. Gille), éd. L’Harmattan, collection Mondes Océaniens, Paris, 2009.
- Recueil général des documents juridiques intéressant l’histoire du Royaume de Tahiti et des Etablissements Français en Polynésie (en collaboration avec P. Lechat et S. Richaud), PUAM Aix, 2 volumes, 2013 et 2016
- Droit tradimédical LEH, collection Intempora, 2015, (304 p.) (en collaboration)
- 101 mots pour comprendre la coutume kanak et ses institutions (en collaboration), C.D.P.N.C. Nouméa, 2016 (248 p.).
- Précis de droit civil coutumier kanak, PUNC-PUAM, Nouméa-Aix-en-Provence, 2019 (246 pages)
- Histoire des institutions de la Polynésie française, KDP (Amazon), 2018 (93 p.)
- Les us et coutumes ma'ohi, Parau, Tahiti 2019, 262 p. (en collaboration)[21]
- Droit musulman, PUAM, Aix-Marseille, 2021[22].

## Directeur de thèses
Antoine Leca a été directeur de 40 thèses liées à de multiples branches du droit au cours de sa carrière.